# Edgar von Wahl
Edgar von Wahl (também chamado de Edgar de Wahl - Olviopol, 11 de agosto de 1867 — Estônia, 1948) foi o criador da língua auxiliar internacional chamada occidental ou interlingue.
de Wahl foi educado em São Petersburgo e voluntariamente completou o serviço militar na Marinha Imperial Russa. Em 1894, mudou-se para Tallinn, onde viveu quase o resto de sua vida. Ele trabalhou como professor de escola, ensinando em várias escolas em Tallinn. Antes e durante a Primeira Guerra Mundial, ele também foi vereador de Tallinn.
Edgar de Wahl perseguiu a linguística como hobby, não a estudou e não fez trabalho profissional como linguista. O interesse de De Wahl pelas línguas, e especialmente pelas línguas artificiais, surgiu já quando estudava em São Petersburgo. Começou como proponente do volapük e depois se envolveu no Esperanto, sendo um dos primeiros esperantistas. Na última década do século XIX, no entanto, começou a busca por uma nova língua internacional ideal, levando em 1922 à introdução de uma língua chamada Occidental e, em particular, à publicação da revista Kosmoglott, que se destinava a promover a língua.
de Wahl desistiu da oportunidade de se estabelecer na Alemanha em 1939, ficando na Estônia e sendo levado para o hospital psiquiátrico Seewald durante a ocupação alemã. Em 1945, enquanto estava em um hospital psiquiátrico, escapou por pouco da deportação e morreu lá em 1948.
Em 1949, a língua que ele criou foi renomeada para Interlingue, e por esse nome ainda é mais conhecida hoje.

## Origem

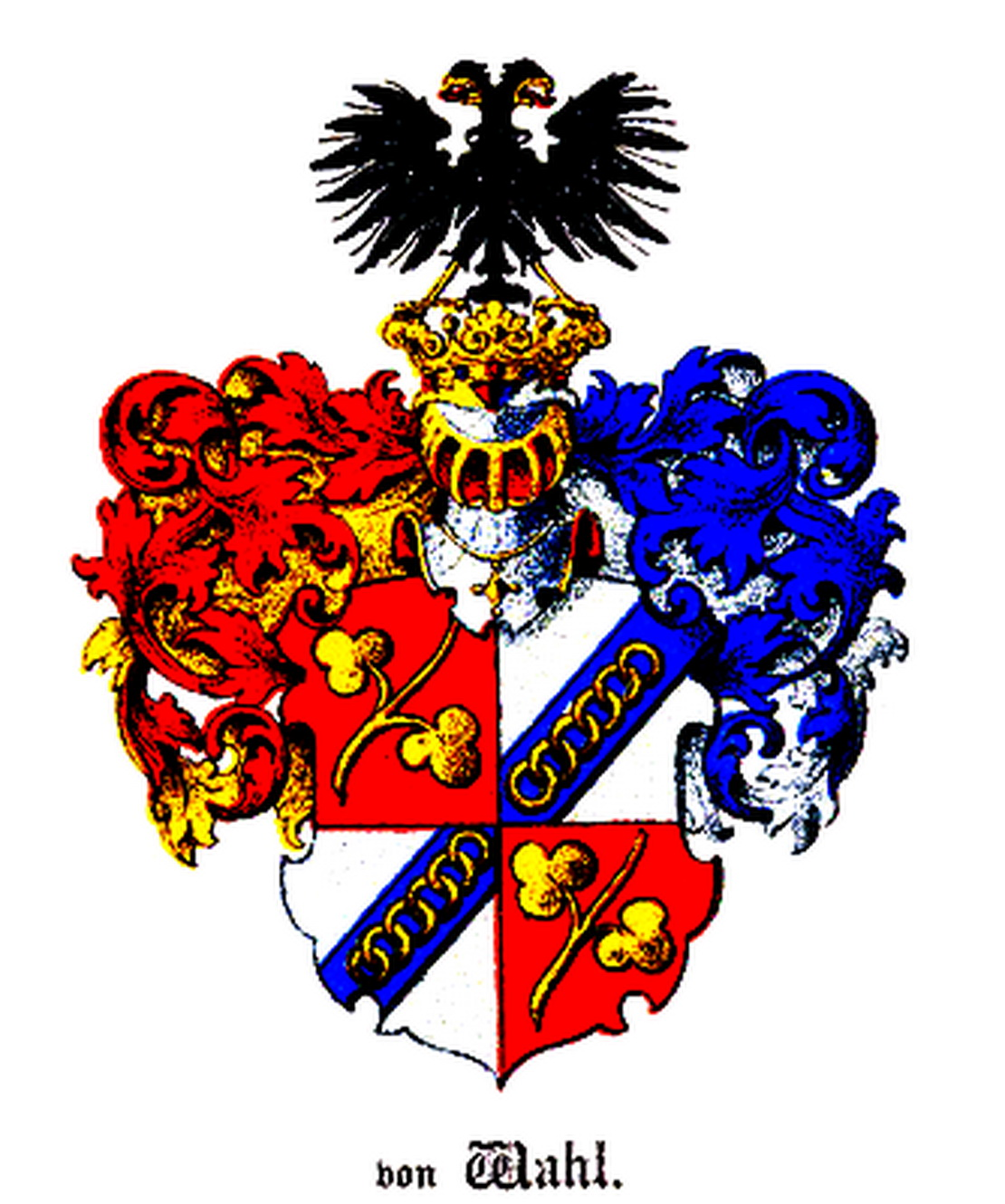
Brasão da família Wahl

Edgar von Wahl era um membro da linha Päinurme não regulamentada dos Wahls (Haus Assick). O bisavô de Edgar von Wahl foi Carl Gustav von Wahl, que adquiriu as mansões Pajusi, Tapik e Kavastu e também foi proprietário da Mansão Kaave por um curto período. Carl Gustav von Wahl teve um total de 14 filhos de dois casamentos, dos quais descendem várias linhagens de Wahl. Um deles, o avô de Edgar von Wahl, Alexei von Wahl, um funcionário que comprou a Päinurme em 1837, lançou as bases para a linha Päinurme. Além disso, foi inquilino em Taevere Manor, onde nasceu o pai de Edgar von Wahl, Oskar von Wahl (1841-1906).
As raízes de Edgar von Wahl estenderam-se em parte à Inglaterra. Uma de suas bisavós, Henriette Edwards, a primeira esposa de Carl Gustav von Wahl, era filha do comerciante inglês George Edwards. Outra bisavó, Kornelia Elisabeth Knirsch, esposa de Alexei von Wahl, era mãe de Marie Turner da Inglaterra.
O pai de Edgar von Wahl, Oskar von Wahl, engenheiro ferroviário de profissão, casou-se com Lydia Amalie Marie von Husen (1845-1907) em Tallinn em 1866.

## Biografia

### Infância e juventude
Edgar von Wahl nasceu em Olviopol, Ucrânia, em 23 de agosto de 1867. Seus pais se mudaram para lá porque Oskar von Wahl começou a trabalhar na ferrovia Odesa-Balta-Krementšuk-Kharkov em 1866. Há informações conflitantes sobre o local exato de nascimento de Wahl. Como regra geral, a cidade de seu nascimento é a cidade de Olviopol, mas há fontes que incluem a cidade de Bogopil (também Bogopol) perto de Olviopol, do outro lado do rio Bug do Sul, como seu local de nascimento. Ambas as cidades foram identificadas em algumas fontes.
Em 1869, o mais tardar, a família Wahl mudou-se para Krementšuk. Ambos os irmãos de Wahl nasceram lá: Oskar Paul Karl, que morreu quando criança em 1869, e Arthur Johann Oskar (falecido em 1951) em 1870. As duas irmãs de Wahl, Lydia Jenny Cornelia (1871-1917) e Harriet Marie Jenny (1873-1917) 1920) nasceu em Tallinn e Jenny Theophile (falecido em 1961) em São Petersburgo em 1877.
A família mudou-se para São Petersburgo em 1876 após o período interino em Tallinn. No mesmo ano, Edgar von Wahl começou a estudar no 3º Ginásio de São Petersburgo, graduando-se em 1886. Ele então estudou arquitetura e depois pintura na Faculdade de Física e Matemática da Universidade de São Petersburgo e na Academia de Artes de Petersburgo. Depois de entrar na universidade em 1886, Wahl ingressou na corporação alemã Nevania Baltic, que operava em São Petersburgo, onde também atuou como tesoureiro no semestre de outono de 1891. Wahl se formou na Universidade de São Petersburgo em 1891 e recebeu um diploma como professor de desenho na Escola Primária da Academia de Artes em 1893. Depois de se formar na faculdade, Wahl trabalhou brevemente como professor substituto em São Petersburgo no outono de 1891, apenas para entrar no serviço militar.
Wahl aprendeu vários idiomas quando criança e adolescente. Quando criança, adquiriu conhecimentos de alemão, russo, estoniano e francês, na escola secundária estudou latim e grego antigo, e espanhol na universidade.Além disso, conseguiu se fazer entender em nove outras línguas. Nas próprias palavras de Wahl, ele já tinha o desejo de inventar uma nova linguagem quando criança. Para os jogos indianos, ele desenvolveu uma "língua indiana" pessoal, cuja gramática era baseada no grego e no estoniano.

### Serviço militar

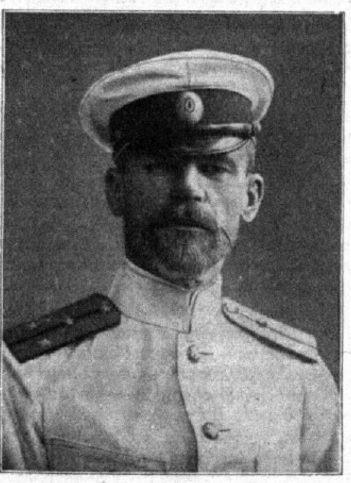
Edgar de Wahl em um uniforme da marinha russa em 1914.

Em 1892, de Wahl se ofereceu para servir na Marinha Russa. Durante seu serviço, de Wahl viajou extensivamente, visitando as ilhas do Caribe e os Estados Unidos, entre outros. No início de 1894, ele recebeu o posto de mitachman, aposentando-se logo depois. No verão de 1904, Wahl foi chamado para a ativa novamente. Serviu na Frota do Báltico até outubro de 1905. Ao mesmo tempo, não participou das batalhas da Guerra Russo-Japonesa.
De acordo com as memórias de Olev Mikiver, o falecido artista estoniano que conheceu de Wahl de perto em sua juventude, ele tinha muito orgulho de seu uniforme de oficial da era czarista e às vezes o usava décadas depois:

E. de Wahl, aliás, foi oficial da Marinha do czar ainda jovem e, segundo suas palavras, reprimiu a rebelião de um marinheiro em Sveaborg, o porto militar ou fortaleza marítima de Helsinque, agora chamado Suomenlinna, em 1905 ou 1906. Ele deve ter considerado esse tempo sagrado, porque décadas depois, por exemplo, no casamento de minha irmã, ele apareceu com um uniforme czarista.— Memórias de Olev Mikiver, publicado em 1993
No entanto, era improvável que de Wahl tivesse participado da repressão da revolta da Viapor, pois já havia sido liberado do serviço até então. De acordo com alguns relatos, de Wahl foi reintroduzido no serviço ativo durante a Primeira Guerra Mundial.
Durante seu serviço na Marinha Russa, Wahl foi premiado com o 2º e 3º graus da Ordem de Santo Estanislau e o 3º grau da Ordem de Santa Ana.
A partir de 1921, de Wahl também foi registrado como oficial da reserva da República da Estônia.

### Período inicial de Tallinn
No final de 1894, de Wahl mudou-se para Tallinn, onde passou a maior parte de sua vida posterior. No outono do mesmo ano, ele recebeu o cargo de professor de matemática e física na Escola Secundária de Ciências de São Pedro, em Tallinn. Ele continuou a ensinar desenho na Baronesa von der Howen Girls' School, na Escola Hanseática, na Cathedral School e em outros lugares. Seu ensino foi interrompido apenas durante seu tempo no serviço militar. O estilo de ensino de Wahl foi descrito em suas memórias por Aleksander Veiderma, um educador posterior que estudou na Escola Real de São Pedro de 1906 a 1909:

Matemática e física também eram ensinadas por Edgar von Wahl, um ex-oficial da marinha que sempre fazia alguns comentários cativantes sobre um evento ou pessoa. Ele era maravilhosamente sujo ao conduzir experimentos de física: utensílios e copos muitas vezes quebravam. Sua atitude em relação aos alunos era simples, o que também é confirmado pelo apelido de Sass.— Memórias de Alexander Oddma
Na virada do século, começou a atividade publicitária mais ativa de Wahl. Publicou artigos relacionados à linguística em publicações especializadas, bem como escritos em vários jornais e revistas de Tallinn.

### Vereador antes e durante a Primeira Guerra Mundial
Além de exercer a profissão de professor, de Wahl também ingressou na política antes da eclosão da Primeira Guerra Mundial. Em 1913 foi eleito para o conselho da cidade de Tallinn. No mesmo ano, tornou-se membro do comitê do conselho para a proteção de monumentos de edifícios antigos. Apesar de sua posição de professor, Wahl não tratou de questões de educação na Câmara Municipal. Ele era um participante ativo nas reuniões do conselho, mas falava pouco.
Após o início da Primeira Guerra Mundial, os alemães que viviam no Império Russo foram submetidos a repressões, o que também não deixou de Wahl completamente intocado. Por exemplo, o Tallinn Noble Club, do qual Wahl era membro, foi fechado. No outono de 1914, ele se viu no centro de uma campanha de propaganda para mudar nomes de lugares alemães. Como vereador, ele participou de discussões sobre a mudança do nome da cidade de Tallinn, que seguiu a proposta do prefeito Jaan Poska de substituir Revel de língua alemã por Kolyvan de língua russa antiga (ao fazê-lo, o nome foi usado). na discussão do assunto). de Wahl descobriu que os nomes mais antigos da cidade eram Ledenets ou Lindanisa. Ele também estava interessado em quanto custaria mudar o nome, que teria sido recebido com "risadas gerais" no conselho. Os votos necessários para mudar o nome acabaram sendo coletados no conselho, mas a mudança em si não foi feita.
de Wahl também foi eleito para o conselho da cidade em 1917 nas eleições realizadas pouco antes da Revolução de Fevereiro. No novo conselho, ele se tornou membro do corpo de bombeiros da cidade, educação pública e comitês de assuntos de penhores, e também continuou como membro da Comissão de Construção de Monumentos. No entanto, em agosto de 1917, um novo conselho foi eleito e as atividades políticas de De Wahl cessaram.

### A vida em uma Estônia independente
Em fevereiro de 1918, na época da declaração de independência, de Wahl havia expressado o desejo de se tornar membro do esquadrão de aplicação da lei. A licença de porte de arma foi escrita para ele por seu aluno, que desde então relembrou esse fato:

Entre os que queriam fazer armas, só me lembro de um: meu professor de física, de Wahl. Parece que me lembro disso por causa do humor que poderia ter surgido na alma de um jovem estudante quando seu professor lhe pede uma arma.— N.Rg. ex-aluno da escola real rubricado 1934
Em 1919, Peetri Reaalkool foi dividido em dois: a Tallinn High School of Science, de língua estoniana, e a Tallinn High School of Science, de língua alemã. de Wahl continuou como professor nesta última, onde dava aulas de matemática, física, geografia, cosmografia e desenho. Por isso, foi apelidada de "cabana" entre os estudantes. Entre os estudantes, de Wahl era um professor popular que se dedicava particularmente ao ensino de geografia, provavelmente porque viajava muito. Os alunos também ficaram impressionados com o fato de Wahl ser membro do English Club, que funcionava fora da escola.
Ele era muito direto, então podia entrar em conflito com outros professores. Por exemplo, ele não gostava de arte moderna, fato que expressou abertamente durante uma visita a uma exposição de arte a convite do professor de arte da escola. Ele comparou a arte moderna ao comunismo:

Moderno! Então ensine o comunismo aos meninos! Há algo de moderno nisso também!— Palavras supostamente ditas em hora e lugar desconhecidos por Edgar von Wahl
de Wahl se aposentou em meados da década de 1920, mas continuou a lecionar em meio período até 1933. Após sua aposentadoria, dedicou-se a seus hobbies, especialmente as línguas artificiais que se tornaram um assunto pessoal desde os dias de São Petersburgo. Ele também foi editor da revista Estländische Wochenschau de 1929 a 1930. Na mesma época, seu interesse pelo adivinho francês do século XVI Nostradamus e suas previsões se intensificaram, que ele discutiu em entrevista ao The News no verão de 1932.

### Durante a Segunda Guerra Mundial
Em 1939, ao contrário de seus entes queridos, de Wahl não partiu durante o reassentamento e decidiu ficar na Estônia. De Wahl, que representava a ideia pan-europeia idealista, não era do agrado do governo nacional-socialista da Alemanha. Ele até chamou o estado alemão de "estado cupim". A razão para ficar na Estônia também pode ter sido que, quando ele partiu, ele deveria ter deixado seus extensos arquivos para trás, e o perigo de acabar em um lar de idosos na Alemanha pode ter desempenhado um papel, como aconteceu com alguns de seus conhecidos.
de Wahl também evitou a mudança posterior que ocorreu na primavera de 1941. De qualquer forma, ele estava ciente da mudança posterior, porque quando perguntado sobre seus planos, ele respondeu, não deixando dúvidas de que sua decisão era ficar na Estônia :

Este Hitler, este louco, proíbe a minha língua em todos os países que conquista. Esse cara é louco!— Edgar von Wahl no inverno de 1941
No primeiro ano da repressão soviética, de Wahl conseguiu escapar. Após o início da ocupação alemã, ele era suspeito de atividades antiestatais. de Wahl foi preso em 12 de agosto de 1943, por causa de cartas enviadas a Posen, seu cunhado, mas envolvido na censura em Königsberg em julho daquele ano, nas quais previa a eclosão de uma revolta na Polônia e aconselhava o entes queridos que moravam lá para ir para a Alemanha:

Deve-se notar que após a dissolução do bolchevismo, por volta de 1944, quando as forças aliadas alemãs se aproximam da perigosa Ásia Menor do norte para erradicar o levante árabe, mas não antes, é muito provável que, ao retirar as tropas das terras conquistadas pela Alemanha, os poloneses tentam iniciar um levante (eles já têm campos de armas secretos), e então a longa disputa de ódio pode se transformar em um massacre particularmente implacável que vive em antigas vilas e mansões polonesas. Os Balts estão em perigo. Portanto, quero alertar você e todos os outros na mesma situação e pedir que deixem Wartegau, se possível, ou pelo menos qualquer meio de fuga quando a revolta árabe estourar. Implante o Reich a tempo. Peço que esta carta, que lhe escrevi agora, em julho de 1943, seja preservada como documento e, se possível, entregue a outros para exame.— Carta de Edgar von Wahl para Lieselotte Riesenkampff em Tallinn em 18 de julho de 1943
Na mesma carta, Wahl observou que havia previsto anteriormente o ataque a Pearl Harbor e a eclosão da guerra entre os Estados Unidos e o Japão. de Wahl não negou o que escreveu durante a audiência e repetiu várias das acusações ali feitas, "acreditando fortemente" na veracidade de suas previsões. de Wahl foi detido por algum tempo no Campo de Trabalho e Educação de Tallinn, mas o depoimento prestado durante seu interrogatório foi considerado estranho pelo SD e, portanto, fez com que De Wahl fosse examinado na clínica de nervos de Seewald. Lá ele foi diagnosticado com fragilidade na velhice e colocado em um hospital psiquiátrico, que também o salvou da possível pena de morte. Wahl também foi defendido por vários parentes e amigos próximos que alegaram que ele não era responsável por suas ações.
Durante o bombardeio de março de 1944, o arquivo de Wahl foi destruído, o que foi um grande choque para ele. Três anos depois, em uma carta ao ocidentalista finlandês A. Z. Ramstedt, ele lembrou que o que aconteceu foi um verdadeiro desastre, durante o qual muitos materiais insubstituíveis e únicos foram perdidos.

### Últimos dias e morte

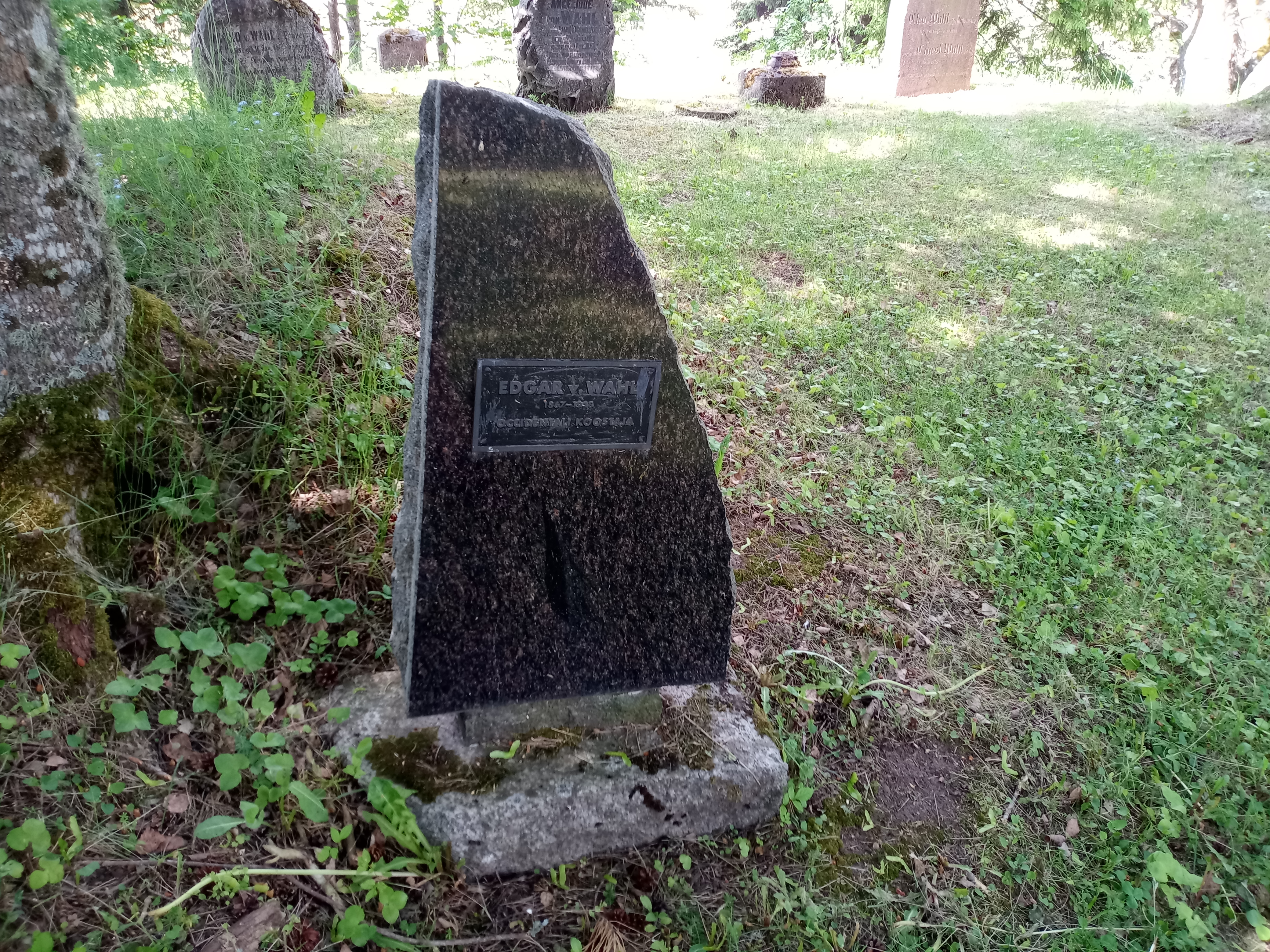
Lápide de Edgar de Wahl em Pajus.

A lista de ações de deportação alemãs compiladas em fevereiro de 1945 incluía o nome de Wahl, assim como outros alemães que ainda viviam na Estônia. Durante sua deportação em agosto, no entanto, de Wahl estava entre uma dúzia de pessoas que não foram deportadas ou cujo paradeiro não pôde ser determinado. Embora as razões para a fuga de Wahl não sejam exatamente conhecidas, sabe-se que em alguns casos o chefe da força-tarefa que realizou a deportação tomou a decisão de não levar os doentes graves ou deficientes, a decisão pode ter sido influenciada pela opinião da equipe do hospital. Assim, foi sua presença em um hospital psiquiátrico que provavelmente salvou de Wahl uma segunda vez.
Depois de escapar da deportação, De Wahl ainda conseguiu se corresponder com colegas estrangeiros. Os médicos de Seewald podem ter reconhecido sua dedicação à filologia quando ela tornou possível a comunicação com o mundo exterior.
Wahl morreu às três horas da tarde de 9 de março de 1948. Foi enterrado em 14 de março no Cemitério Alexander Nevsky em Tallinn. Em 1996, os restos mortais de De Wahl foram enterrados no Cemitério Pajus Manor, onde fica a capela da família Wahl. também localizado.

## Occidental

### Histórico
Os esforços de Wahl para criar um idioma novo e ideal para a comunicação internacional começaram com um interesse generalizado em línguas artificiais no Império Russo no final do século XIX e início do século XX. Em São Petersburgo, de Wahl se interessou primeiro pelo recém-criado Volapük e depois pelo esperanto. Em algum momento entre 1887 e 1888, de Wahl, através de seu pai, conheceu seu colega Waldemar Rosenberger, que estava envolvido em Volapük na época, então Wahl inicialmente aderiu ao próprio Volapük. Tornou-se um defensor ativo de Volapük, mas logo, no primeiro semestre de 1888, foi apresentado ao esperanto e mudou para ele. Paul Ariste escreveu que de Wahl rapidamente se tornou um defensor de Ludwik Zamenhof e seu trabalho posterior. familiarizar-se com o primeiro livro de esperanto publicado em 1887. Foi um dos fundadores de La Espero, a primeira sociedade esperantista da Rússia, fundada em São Petersburgo em 1891, e também se tornou correspondente da revista La Esperantisto. Traduziu a ficção russa para o esperanto e compilou um dicionário esperanto-espanhol. Diz-se que até viajou a Varsóvia para visitar Zamenhof.
No entanto, de Wahl não aderiu definitivamente ao esperanto, mas começou a busca por uma nova língua artificial, Paul Ariste as razões pelas quais o fez:

Ele tinha um caráter inquieto, sempre algo novo. Por causa desse traço, quando mais jovem, ele estava cada vez mais inclinado a defender novos designs para linguagens artificiais [...].— Paulo Ariste em 1967.
Según Jaan Ojalo, Wahl se alejó del esperanto después de que la mayoría de los esperantistas rechazaran las propuestas para reformar el idioma en 1894. Várias propuestas de reforma vinieron del próprio Wahl. En opinión de Ojalo, Wahl consideraba que el esperanto también era "a priori". Ele descobriu que a língua internacional ideal deveria ser mais natural e compreensível mesmo sem aprender. Na visão de Ojalo, Wahl também considerou o esperanto muito democrático, o que ameaça a cultura ocidental.

### Criação e introdução

O símbolo do ocidental, que representa um til dentro de um círculo, foi introduzido antes de 1934 e foi selecionado entre várias variantes devido à sua simplicidade e simbologia que remete à comunicação.

de Wahl deu os primeiros passos para criar uma nova linguagem nos últimos anos do século XIX. Em 1896 e 1897 publicou dois artigos na revista Linguist publicada em Hannover, nos quais apresentou as suas ideias. Mais ou menos na mesma época, Rosenberger, que conhecera De Wahl na última década do século e era na época presidente da Academia Volapük em São Petersburgo, apresentou aos membros da academia uma nova linguagem de sua própria criação: neutra Língua. A partir de 1906, Rosenberger também publicou a revista Progress em um novo idioma em São Petersburgo. Na mesma publicação, de Wahl fez suas próprias propostas em 1906 para reformar a linguagem, que Rosenberg adotou um ano depois. Apesar da reforma, o idioma neutro não ganhou popularidade e desapareceu. Ao mesmo tempo, de Wahl desenvolveu o AULI (Auxiliari Lingue International), baseado nas línguas românicas, que se tornaram o estágio intermediário da língua ocidental, e o introduziu em 1909 na revista Academia pro Interlingua – Discussiones. Em 1911, de Wahl formulou a regra de formação de palavras que formou a base do Occidental.
Em 1916, entusiastas da linguagem artificial russa fundaram a Associação Cosmoglota em São Petersburgo. de Wahl não foi um dos fundadores da associação, mas depois se juntou a ela, assim como o linguista estoniano Jakob Linzbach. de Wahl tornou-se um porta-voz da "escola naturalista" na sociedade; abrindo assim o caminho para a criação do Occidental. Com os acontecimentos revolucionários de 1917 e a saída de seus membros de São Petersburgo, as atividades da associação se desvaneceram e terminaram completamente em 1921, mas foram revividas em Tallinn no mesmo ano. As atividades da associação foram revividas por de Wahl junto com Linzbach, e o nome da associação foi alterado para Cosmoglott. Mantiveram-se também ligações com antigos membros da associação, que agora operavam em vários países europeus. de Wahl também foi o editor da revista Cosmoglott publicada pela associação de 1922 a 1926. Na primeira edição da mesma revista, de Wahl apresentou a linguagem artificial que criou, occidental. De 1923 a 1928, ele também introduziu a linguagem no seriado Occidental, unic natural, vermen neutral e max facil e comprensibil lingue por International relationes. de Wahl publicou um livro em 1925 intitulado Radicarium directiv del lingue International (Occidental). En 8 lingues.

### Propagação
No primeiro número da revista, também foi publicada uma das primeiras tentativas da sociedade de ganhar atenção internacional para suas atividades. Ou seja, foi impressa uma carta enviada à Liga das Nações em 5 de setembro de 1921, recomendando a introdução de uma linguagem perfeita, não necessariamente a mais comum de comunicação entre os povos, que seria facilmente adquirida. Para encontrar uma linguagem adequada, recomendou-se a realização de um concurso e que os candidatos fossem avaliados por um comitê de especialistas convocado pela Liga das Nações. A Liga das Nações rejeitou a proposta.
Apesar do fracasso na Liga das Nações, o Ocidente atraiu muitos entusiastas do Ido, mas os esperantistas permaneceram fiéis à sua língua. Segundo Paul Ariste, havia contradições entre os idistas, e depois do apelo pessoal de Wahl para começar a promover o ocidental. que morreu 10 anos antes, foi considerado o último evento conhecido da sociedade.

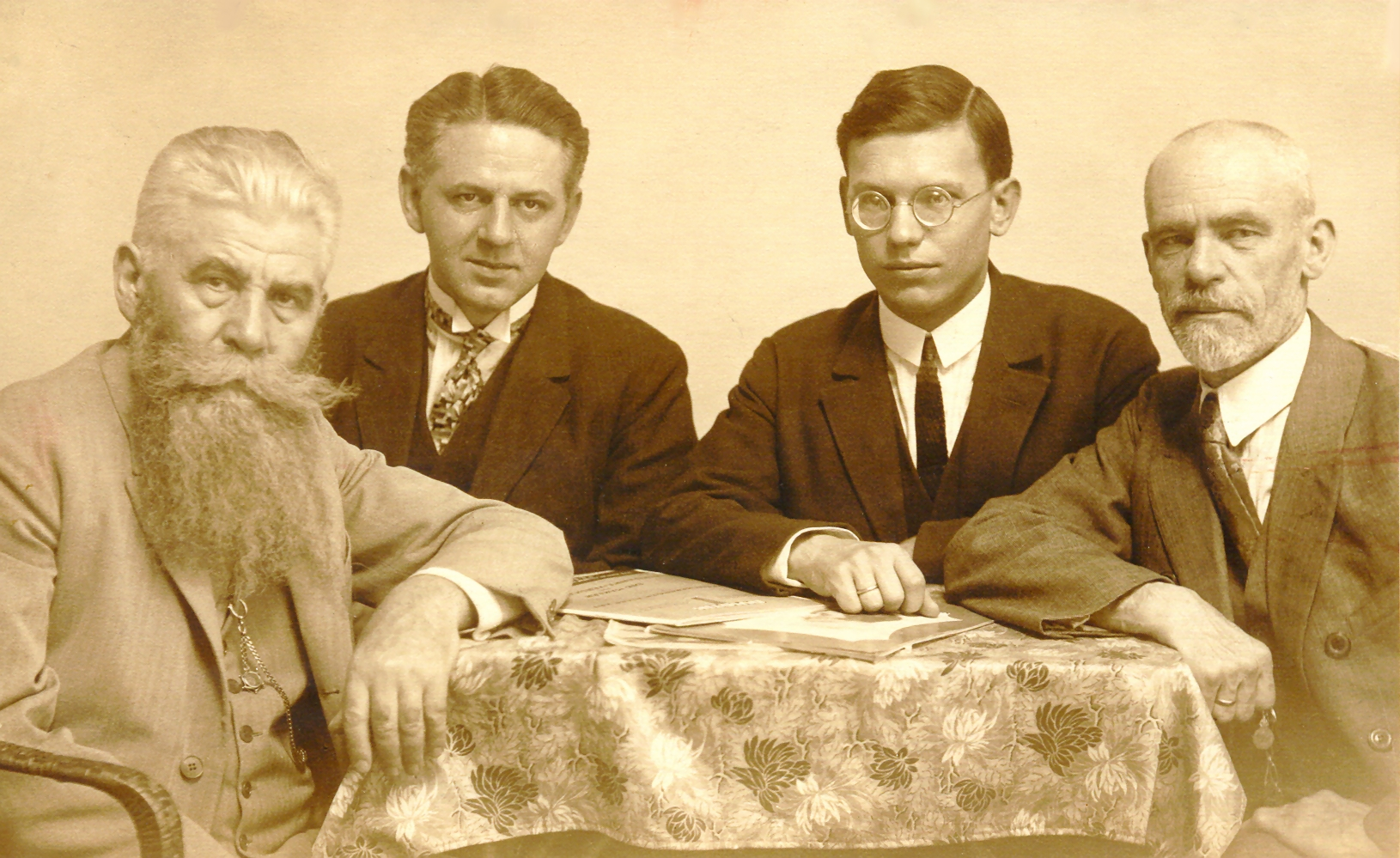
Edgar von Wahl com ocidentalistas em Viena em 1927: da esquerda para a direita Hanns e Johann Robert Hörbiger, Engelbert Pigal e Edgar von Wahl.

No entanto, durante a década de 1920, surgiram novas sociedades ocidentais. Em 1927, foi fundada a International Cosmoglotta Association, que um ano depois foi renomeada para Occidental-Union. A partir de 1927, a revista Cosmoglott começou a ser publicada em Viena, em vez de Tallinn, sob o nome Cosmoglotta. Na última edição publicada em Tallinn, de Wahl publicou, entre outras coisas, o poema de Lydia Koidula sob o título Max car donation. Para de Wahl pessoalmente, a popularidade do novo idioma trouxe renome internacional. Ele fez apresentações em vários países europeus e se comunicou de perto com linguistas. Em 1939, ele foi provavelmente o único estoniano a ser convidado para a 5ª Conferência Linguística em Bruxelas. Por outro lado, de Wahl permaneceu um amador. Suas atividades linguísticas nunca atingiram problemas linguísticos teóricos mais amplos, limitando-se a construir sua própria linguagem artificial e abordar questões relacionadas.
O ocidental nunca alcançou uma popularidade comparável à do esperanto, embora de Wahl quisesse criar uma língua ideal para a comunicação internacional. Ao contrário do esperanto, que se tornou uma língua popular entre os movimentos trabalhistas, os falantes do ocidental no período entre guerras eram predominantemente intelectuais da Europa Ocidental.
Em 1949, após a morte de Wahl, o Occidental foi renomeado como Interlingue para remover a referência ao Ocidente e tornar o idioma mais internacional. De acordo com Pekka Erelt, o nome "ocidental" da língua diminuiu sua propagação no bloco oriental. Após a mudança de nome do idioma, a União Ocidental tornou-se a Interlingue-Union como é hoje. A associação tem a sua própria academia e a revista Cosmoglotta ainda é publicada pela associação.

## Vida pessoal

### Família
Wahl casou-se com Maria von Hübbenet (1871-1933), filha da médica pessoal da grã-duquesa Maria Pavlovna, em São Petersburgo em 1894. Tiveram cinco filhos: Johann ou Hans (1895-1968), Guido (1896-?), Ellen (nascido e falecido em 1900), Anatol (1903-1972) e Lydia Maria (1907-1989). O casamento foi dissolvido em 1913, após o qual Johann, Guido e Lydia ficaram com o pai de Maria. Anatol ficou com a mãe, que se mudou para a Finlândia, e algum tempo depois Lydia Maria também foi para lá. Os filhos mais velhos de de Wahl haviam se mudado para a Alemanha no início da Primeira Guerra Mundial e estavam servindo no exército alemão na guerra. Guido passou umas curtas férias em Tallinn durante a ocupação alemã, mas no final deste ano ele desapareceu na guerra. De acordo com outros relatos, em 1919 ele foi morto em uma batalha com os bolcheviques perto de Tukums, Letônia. filhos do filho mais velho de Wahl, Johann , Volker (nascido em 1935) e Asko (nascido em 1937), vivem na Alemanha e participam das atividades da Associação de Cavalaria do Báltico.
Em 1914, de Wahl casou-se com Agnes Riesenkampff. Como seu marido, Agnes era professora, ensinando ginástica em várias escolas em Tallinn. Em 1917, eles tiveram uma filha, Veronika. O segundo casamento de Wahl durou até 1941, quando Agnes foi presa e fuzilada pelo NKVD.

### Passatempos
Além da linguística, Edgar de Wahl praticava a vela em alto mar. Em 1895 tornou-se membro do Estonian Imperial Maritime Yacht Club, e nos anos seguintes participou ativamente de suas atividades, sendo membro de sua comissão técnica e sendo secretário do clube. Ele também produziu um anuário dedicado ao 25º aniversário do clube em 1913. Em 1922, de Wahl tornou-se membro honorário do clube. Ele possuía vários navios ao longo dos anos, um dos quais, um ketch chamado Auli, teria sido projetado por ele mesmo.

## Publicações
- Edgar von Wahl. Flexion und Begriffsspaltung. – Linguist 1896, nr 10.
- Edgar von Wahl. Ausnahmen. – Linguist 1897, nr 3.
- Edgar de Wahl. [Idiom neutral reformed]. – Progres 1906, nr 6.
- Julian Prorók. Ketzereien: Keimzellen einer Philosophie. Tartu, Leipzig 1906.
- Edgar de Wahl. AULI = Auxiliari lingue International. – Discussiones 1909, nr 1-2.
- Edgar de Wahl. Li leges de derivation en verbes. - Língua Internationale 1911, nr 1.
- Edgar von Wahl. Kaiserlicher Estländischer See-Yacht-Club: historische Übersicht 1888-1913. Tallinn 1913.
- Edgar de Wahl. Qual instructiones da nos li historie de lingue universal. – Kosmoglott 1922, nr 1, lk 6–8.
- Edgar de Wahl. Radicarium directiv del lingue international (occidental): in 8 lingues. Tallinn 1925.
- Edgar de Wahl. Interlinguistic reminiscenties. – Cosmoglotta 1927, nr 41, lk 54–64.
- Edgar de Wahl. Occidental: gemeinverständliche europäische Kultursprache für internationalen Verkehr: Begründung, Grammatik, Wortbildung, vergleichende textproben. Tallinn, Viin 1928.
- Edgar de Wahl, Otto Jespersen. Discussiones inter E. de Wahl e O. Jespersen. Chapelle 1935.
- Edgar de Wahl. Spiritu de interlingue. Cheseaux/Lausanne, 1953.